# Tin Essako
Tin Essako è un comune rurale del Mali, capoluogo del circondario omonimo, nella regione di Kidal.